# Valeri Redkozúbov
Valeri Anatólievich Redkozúbov (en ruso: Валерий Анатольевич Редкозубов, nacido el 20 de julio de 1972) es un esquiador paralímpico ruso con discapacidad visual. Ha representado a Rusia en los Juegos Paralímpicos en 3 eventos de invierno: en Vancouver 2010, Sochi 2014 y Pieonchang 2018. Fue el abanderado de Rusia durante los Juegos Paralímpicos de invierno de 2014 mientras encabezaba la delegación rusa en su país de origen en la ceremonia de apertura del evento. El presidente ruso, Vladímir Putin, le otorgó la Orden "Por el mérito a la patria" en 2014 por su destacada actuación en los Juegos Paralímpicos de Sochi 2014. También recibió la Medalla de la Orden "Por el Mérito a la Patria" en marzo de 2018 de manos de Vladímir Putin después de su impresionante récord paralímpico durante los Juegos Paralímpicos de Invierno de 2018.

## Carrera
Redkozúbov ha ganado 5 medallas en su paralímpicas, incluidas 2 de oro desde que debutó en los Juegos Paralímpicos de Invierno de Vancouver.

### Juegos Paralímpicos de 2010
Debutó como atleta paralímpico representando a Rusia en los Juegos Paralímpicos de invierno de 2010 y compitió en los eventos de esquí alpino. Se quedó sin medallas durante esa competencia para posteriormente hacer una actuación destacada en los Juegos Paralímpicos de invierno de 2014. 

### Juegos Paralímpicos de 2014
Compitió por Rusia en los Juegos Paralímpicos de Invierno de 2014, su segunda participación consecutiva en los Juegos Paralímpicos de Invierno y compitió en los eventos de esquí alpino. Fue el abanderado de la selección rusa en la ceremonia de apertura. Reclamó su primera medalla paralímpica durante los Juegos de Invierno de 2014, ganando una medalla de oro en el evento de eslalon para discapacitados visuales masculino y repitió su búsqueda del primer lugar en podio al reclamar una medalla de oro en el evento combinado de discapacitados visuales masculino. También se aseguró una medalla de bronce en el evento para discapacitados visuales de eslalon gigante masculino, su tercera medalla en los Juegos Paralímpicos de Invierno de 2014 y también la tercera en su carrera paralímpica. 

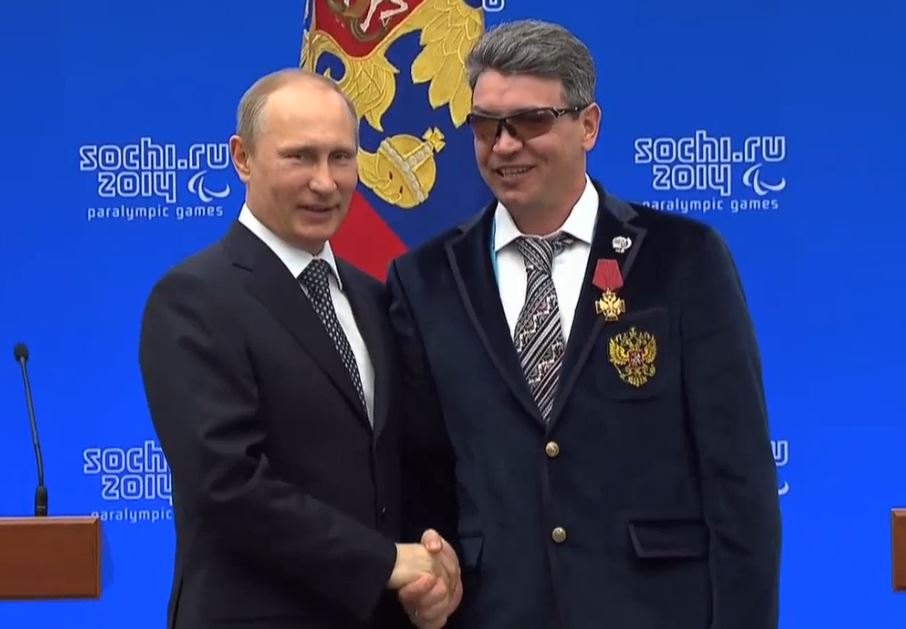
Valeri Redkozúbov posa y estrecha la mano del presidente ruso, Vladimir Putin.

### Juegos Paralímpicos de 2018
Compitió con los Atletas Paralímpicos Neutrales en los Juegos Paralímpicos de invierno de 2018 después de la prohibición oficial para Rusia de competir tanto en los Juegos Olímpicos de invierno de 2018 como en los Paralímpicos de Invierno de 2018 debido a un escándalo de dopaje. Obtuvo dos medallas de bronce en los eventos de esquí alpino. 

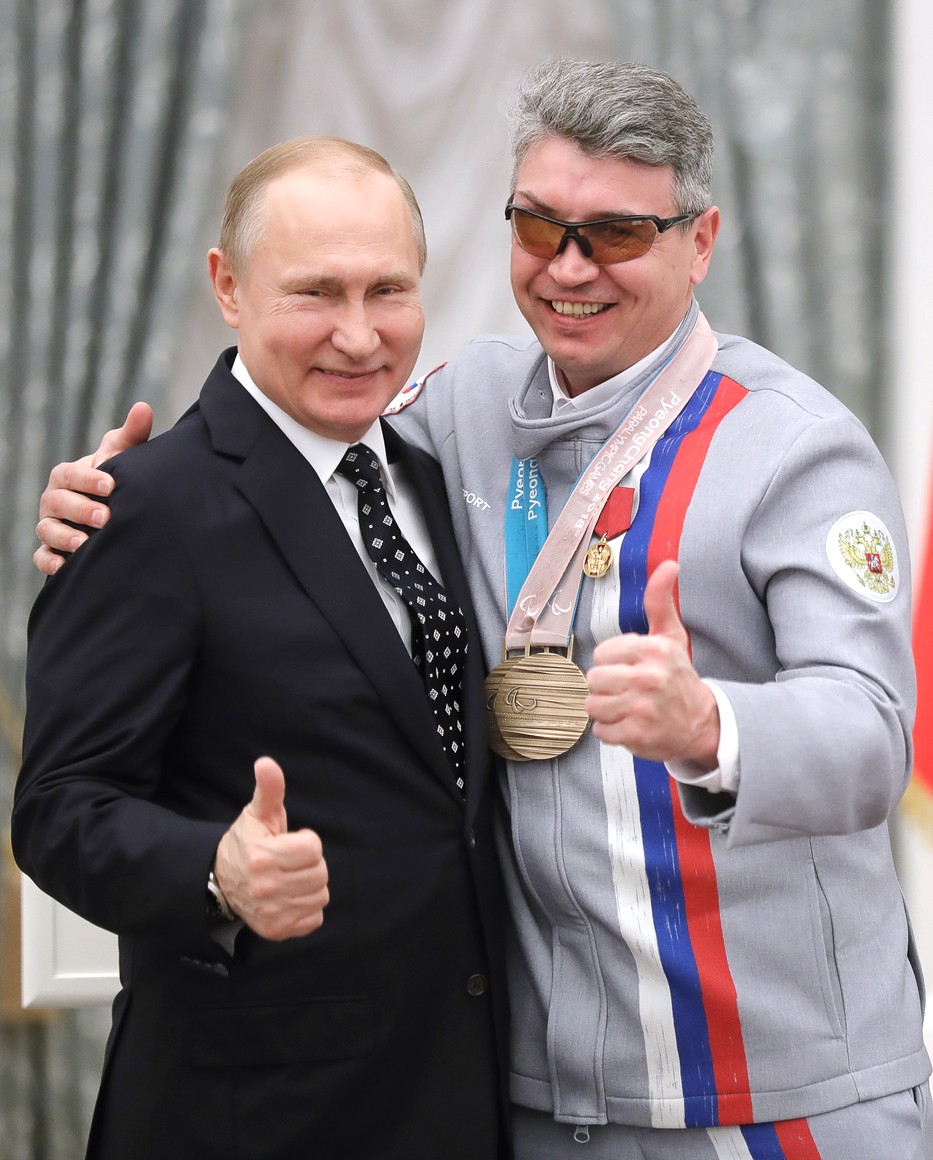
Valeri Redkozúbov posa con su medalla de bronce junto al presidente ruso, Vladimir Putin